# Psilocerea lemur
Psilocerea lemur är en fjärilsart som beskrevs av Claude Herbulot 1954. Psilocerea lemur ingår i släktet Psilocerea och familjen mätare. Inga underarter finns listade.